# Зуёво (Лычёвская волость)
Зуёво — деревня в Великолукском районе Псковской области России. Входит в состав сельского поселения «Успенская волость».
Расположена на побережье реки Кунья, в 45 км к юго-востоку от райцентра Великие Луки и в 7 км к юго-востоку от волостного центра Успенское.

## Население
Численность населения деревни по состоянию на 2000 год составила 13 жителя, на 2010 год — 13 жителей.